# Koenraad de Rode
Koenraad de Rode (ca. 922 - bij Augsburg, 10 augustus 955) was een belangrijke hoveling van Otto I de Grote en hertog van Lotharingen. Zijn bijnaam dankte hij aan het feit dat hij een opvallend rood gezicht had.
Koenraad volgde in 941 zijn vader Werner op als graaf van de Nahegouw, Spiersgouw en de Wormsgouw. Ook werd hij dat jaar benoemd tot graaf van de Niddagau. Koenraad had persoonlijke bezittingen bij Waiblingen en Bad Dürkheim (stad). Direct al in 941 had Koenraad een vooraanstaande rol in het onderdrukken van de opstand van Hendrik I van Beieren. In 942 was hij een van de bemiddelaars van de Vrede van Visé, waarbij het conflict tussen Otto en Lodewijk IV van Frankrijk werd beëindigd. Dat jaar werd hij ook benoemd tot graaf van Franken, als waarnemer voor de overleden hertog Everhard III van Franken. In 944 volgde zijn benoeming tot hertog van Lotharingen, en gaf hij zijn functie als graaf van Franken op.
Hoewel Koenraad persoonlijk geen grote machtspositie in Lotharingen had, wist hij dit onrustige hertogdom toch redelijk onder controle te krijgen, hoewel machtige edelen als Reinier III van Henegouwen weerspannig bleven. Hij schonk in 946 bezittingen aan de kerk in Spiers en trouwde in 947 met Liutgard van Saksen, dochter van Otto. Hij sloeg in deze periode eigen munten in Spiers, Bingen en Worms.
In 951 volgde Koenraad Otto naar Italië en werd in 952 benoemd tot diens stadhouder in Pavia. In die functie onderhandelde hij een regeling met Berengarius II van Italië waardoor die koning van Italië kon blijven onder het oppergezag van Otto. Toen Otto vervolgens aanvullende voorwaarden aan Berengarius oplegde, was Koenraad diep beledigd over de inbreuk die Otto op zijn bevoegdheden had gemaakt. Dit was voor Koenraad reden om in 953 de opstand van Liudolf van Zwaben, de broer van zijn vrouw te steunen. De opstand verliep niet gunstig en Liudolf zocht steun bij de Hongaren. De Hongaren waren echter geen reguliere bondgenoten, maar maakten gebruik van de staat van burgeroorlog door op grote schaal te gaan plunderen. Voor veel van de opstandelingen was dit een reden om zich met Otto te verzoenen. Ook Koenraad koos in 954 weer de kant van Otto. Hij moest zijn functie als hertog opgeven, maar kon al zijn graafschappen en persoonlijke bezittingen behouden.
Nog in 954 leidde Koenraad een veldtocht tegen de Slavische stammen die de opstand hadden gesteund. In 955 was hij aanvoerder van het contigent uit Franken tijdens de Slag op het Lechveld. Volgens de kronieken van de Abdij van Corvey heeft Koenraad in een rustig moment van de slag zijn wapenrusting losgemaakt om wat koelte te krijgen (het was hoogzomer) waarna hij prompt door een pijl in de keel werd geraakt en stierf. Omdat Koenraad sneuvelde op de dag van de heilige Laurentius van Rome, zijn in de omgeving van Speyer te zijner nagedachtenis een groot aantal kerken aan Laurentius gewijd. Koenraad is begraven in de dom van Worms.
Koenraad was een zoon van graaf Werner en een onbekende dochter van Koenraad de Oudere, en dus neef van koning Koenraad I van Franken. Hij was gehuwd met Liutgard van Saksen (Maagdenburg, 931 - 18 november 953), dochter van koning Otto en Editha van Wessex. Liutgard ligt begraven in het Sint-Albanusklooster in Mainz. Koenraad en Liutgard kregen een zoon: Otto I van Karinthië (-1004).

## Voorouders
| Voorouders van Koenraad de Rode | Voorouders van Koenraad de Rode                                   | Voorouders van Koenraad de Rode                                   | Voorouders van Koenraad de Rode                   | Voorouders van Koenraad de Rode                   | Voorouders van Koenraad de Rode    | Voorouders van Koenraad de Rode    | Voorouders van Koenraad de Rode    | Voorouders van Koenraad de Rode    |
| ------------------------------- | ----------------------------------------------------------------- | ----------------------------------------------------------------- | ------------------------------------------------- | ------------------------------------------------- | ---------------------------------- | ---------------------------------- | ---------------------------------- | ---------------------------------- |
| Overgrootouders                 | Udo (graaf van Lahngouw) (830-879) ∞ Judith van Bourgondië (835-) | Udo (graaf van Lahngouw) (830-879) ∞ Judith van Bourgondië (835-) | Arnulf van Karinthië (845-899) ∞ ? (-)            | Arnulf van Karinthië (845-899) ∞ ? (-)            | ? (–) ∞ ? (-)                      | ? (–) ∞ ? (-)                      | ? (–) ∞ ? (-)                      | ? (–) ∞ ? (-)                      |
| Grootouders                     | Koenraad de Oudere (855-905) ∞ Glismod (~865-924)                 | Koenraad de Oudere (855-905) ∞ Glismod (~865-924)                 | Koenraad de Oudere (855-905) ∞ Glismod (~865-924) | Koenraad de Oudere (855-905) ∞ Glismod (~865-924) | ? (-) ∞ ? (-)                      | ? (-) ∞ ? (-)                      | ? (-) ∞ ? (-)                      | ? (-) ∞ ? (-)                      |
| Ouders                          | ? (-) ∞ Werner van de Nahegouw (-)                                | ? (-) ∞ Werner van de Nahegouw (-)                                | ? (-) ∞ Werner van de Nahegouw (-)                | ? (-) ∞ Werner van de Nahegouw (-)                | ? (-) ∞ Werner van de Nahegouw (-) | ? (-) ∞ Werner van de Nahegouw (-) | ? (-) ∞ Werner van de Nahegouw (-) | ? (-) ∞ Werner van de Nahegouw (-) |
| Koenraad de Rode (922-955)      |                                                                   |                                                                   |                                                   |                                                   |                                    |                                    |                                    |                                    |